# Gioacchino La Pira
Gioacchino La Pira (fl. XIX secolo) è stato un pittore italiano attivo a Napoli tra il 1839 e il 1875. Era solito firmarsi "La Pira".
La Pira dipingeva con la tecnica "à la gouache" per i turisti ed i viaggiatori che visitavano l'Italia durante il Grand Tour. Fu citato in una guida inglese del 1869 (Handbook of travellers in Southern Italy).
Gioacchino La Pira è conosciuto per i dipinti di panorami e di vedute di Napoli, Capri e dintorni, realizzati con uno stile basato sulla ricerca della luce, vivacità e freschezza delle atmosfere; ciò lo distinse dagli altri vedutisti napoletani dell'800.
Sono poche le notizie su questo pittore, tuttavia la prima opera documentata, e anche la sua più celebre, è L'eruzione del Vesuvio del 1839 e non ci sono opere documentate oltre il 1870. Gioacchino sicuramente il più dotato e prolifico dei tre La Pira (gli altri sono Gaston e Carmine), attivo tra il 1831 e il 1875 a Napoli. Scarse è biografico sul pittore e tutto ciò che si sa è solo in grado di dedurre dalla testimonianza delle sue opere, tutte caratterizzate da il gusto romantico completamente ottocentesco.
Uno dei suoi soggetti preferiti: il territorio napoletano. La sua è una pittura paesaggistica più "emotiva" animata da un'attenta riflessione sul paesaggio e aggiornata, perfettamente in linea con la tradizione di Giacinto Gigante e della Scuola di Posillipo, un dipinto costruito interamente sul sentimento e la rappresentazione della vita quotidiana ambientata in immagini un sincero ogni giorno.
Lo troviamo menzionato nel libro "Sud Italia-Napoli" Murray's Hand Book (1837) che, per l'uso dei viaggiatori inglesi, indica anche la posizione in cui è possibile acquistare le sue opere: "Nuova strada per Capodimonte 22".
Anche nella vendita dei tesori del Duca di Vendôme, che si svolse nel 1831, apparvero tre gouaches dell'artista.
Uno dei suoi piccoli quadri è esposto al Museo di San Martino a Napoli.
I La Pira (Gioacchino ,Carmine e Gastone)  sono, con Gaetano Dura, gli artisti che hanno contribuito al genere della Gouache napoletana (pittura a guazzo), portato ad un livello superiore rispetto a quello artisticamente lontano dallo standard che lo caratterizzava come una sorta di produzione puramente commerciale.
Abili, capaci, fiduciosi nelle loro capacità, sono stati in grado di ottenere effetti di luce e colore davvero speciali: una certa consistenza dell'aria che si potrebbe definire "aerografica", i tramonti sognanti e infuocati, una rappresentazione del sole e del sereno.
Felice è stata l'intuizione che ha reso loro una tecnica unica: il vecchio modo di "allungare", che lega i pigmenti a tempera con colla animale (colla di coniglio o pesce) ha sostituito le resine vegetali.
La carta usata come supporto, spesso prodotta ad Amalfi e trattata con allume per renderla impermeabile che viene diluita o annacquata a colori, spesso fa da disegno preparatorio un semplice tratto leggero disegnato a matita per suggerire solo le forme che saranno riempite da colore.

## Opere principali
- L'eruzione del Vesuvio del 1839
- Napoli da mare con eruzione del Vesuvio del 1861
- Napoli da Mergellina
- Napoli dal Carmine
- Napoli dal mare
- Riviera di Chiaia con Villa Reale
- Riviera di Chiaia e Torretta
- Paestum
- Veduta Di Capri al chiaro di Luna
- Pescatori ad Ischia

## Galleria d'immagini

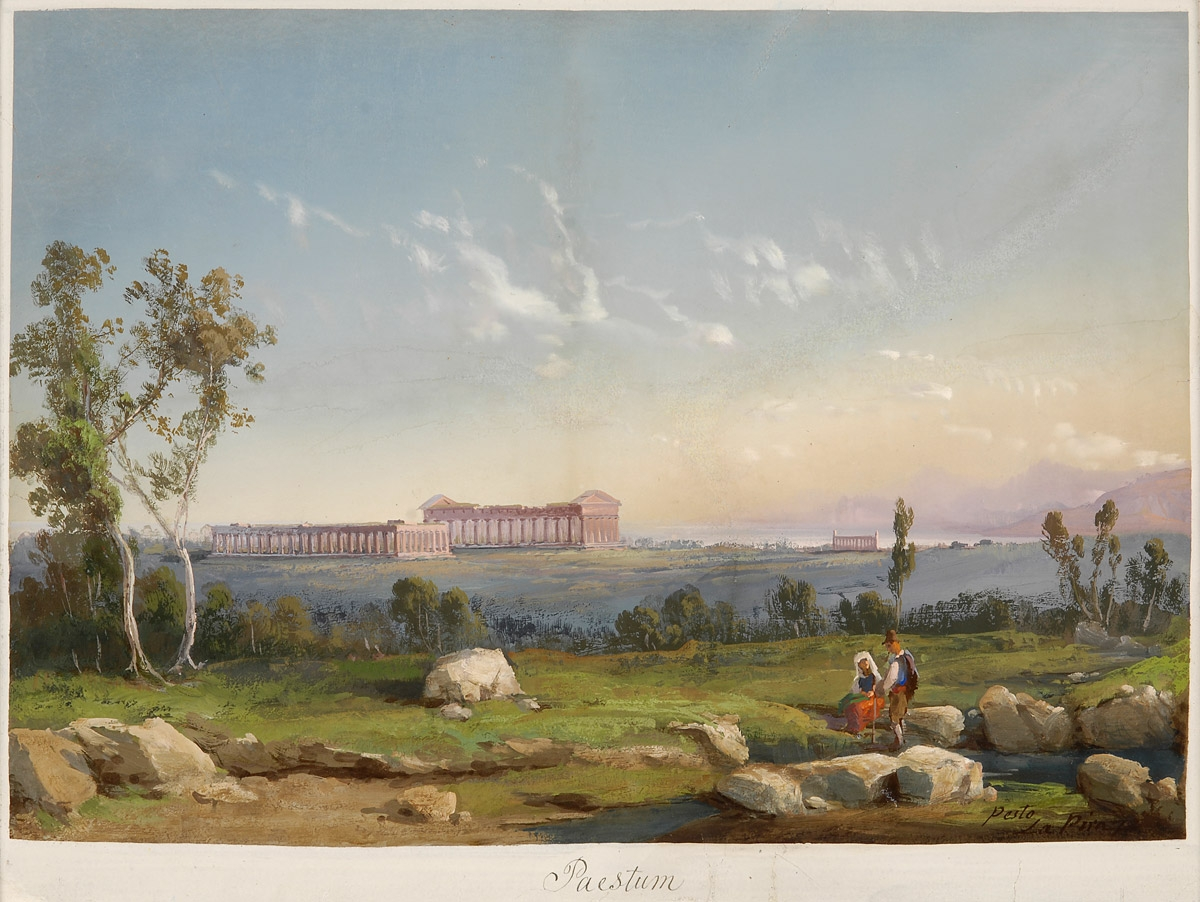
veduta di Capri al chiaro di luna
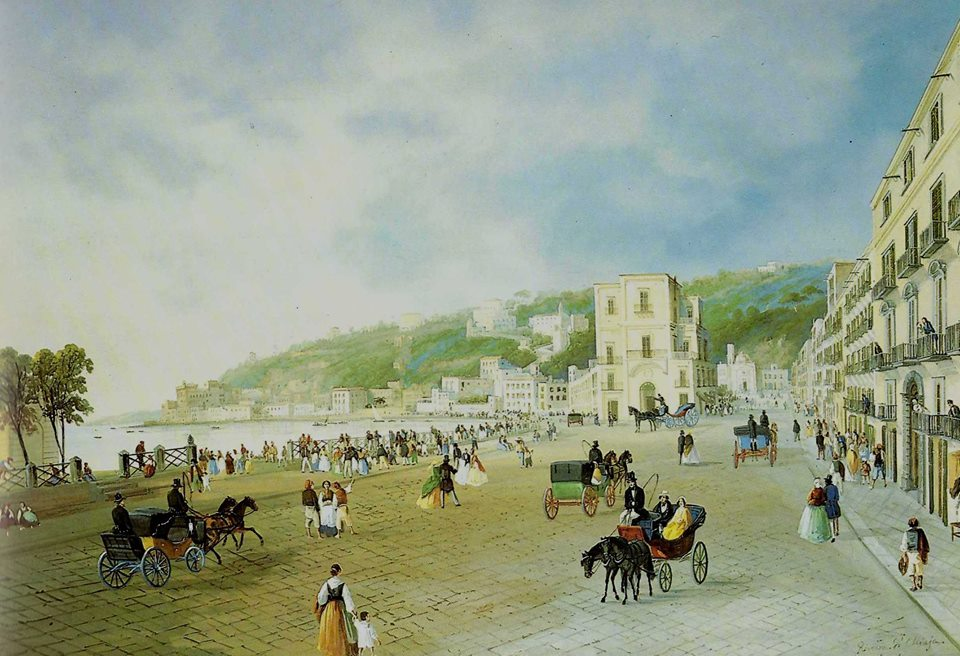
Riviera di Chiaia e Torretta
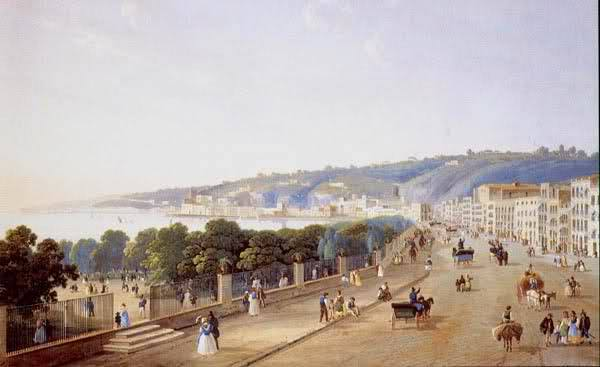
Napoli, Riviera di Chiaia